# 애상 (1967년 영화)
"애상"은 1967년 공개된 대한민국의 영화이다.

## 배역
- 김지미
- 오영일
- 박암
- 최남현
- 박병호
- 전계현